# Œufs Polignac
Les œufs Polignac ou œufs à la Polignac sont une entrée d'œufs cuits dans un moule (œufs moulés) avec de la truffe, posés sur un crouton de pain frit, servis chauds nappés d'une sauce à base beurre maitre d'hôtel et de glace de viande. Escoffier les sert aussi froid en Belle-vue.

## À la Polignac
La garniture à la Polignac est une garniture de croutons et de truffes, Viard (1817) sert ses filets de lapin à la Polignac, Charles Monselet explique que pour justifier le nom à la Polignac on les dispose en couronne avec un sauté de truffes au milieu. Chez Escoffier les soles à la Polignac sont accompagnées de champignons et truffes en julienne. La truite à la Polignac est servie froide avec mayonnaise, truffes, etc.

## Histoire des œufs à la Polignac
Alfred Suzanne (1884) donne la recette canonique: cuisson moulée des œufs («en ayant soin de ne pas briser le jaune») pochés au four. Démoulage sur des croûtons de pain frits au beurre du diamètre du moule, nappage d’un beurre maître d’hôtel additionné de quelques gouttes de glace de viande. La recette est répétée par Charles Leroux en 1885 mais il oublie la truffe. En 1900, Prosper Salles et Prosper Montagné adoptent la recette de Suzanne et écrivent «Cet apprêt dérive directement des œufs en Cocotte. La cuisson dans des moules à darioles permet d’obtenir des œufs de forme régulière et par suite un dressage facile et élégant. La recette initiale des œufs moulés est l'œuf à la Polignac, différemment interprétée par les divers ouvriers mais qui, d’après la recette du livre de Suzanne doit être fait ainsi».

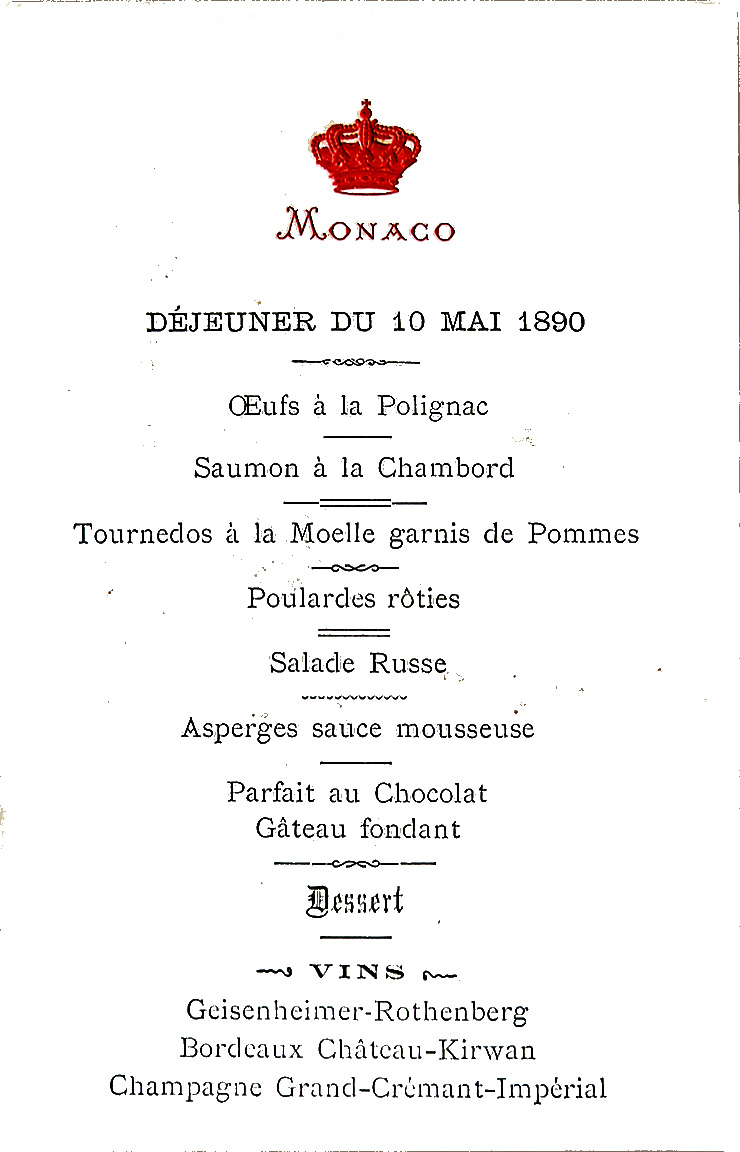
Menu d'un déjeuner servi par Albert Ier de Monaco en mai 1890 qui montre que les œufs à la Polignac étaient à la mode (la source les décrits comme des œufs mijotés avec des moules (qui sont des œufs à la pauvre homme), or non, ce sont des œufs moulés, cuits dans un moule)

En 1889, Urbain Dubois cite les œufs à la Polignac comme une version des œufs à la parisienne (appellation superflue selon lui) qui sont des œufs cuits au four doux 8 à 10 min dans un moule à dariole avec truffes, nappés d'une demi-glace. Les œufs Polignac sont mentionnés en 1893 dans le Figaro dans un menu du Grand Hôtel, puis plusieurs fois en 1896 dans divers journaux, et en 1898 dans un feuilleton de Richard O’Monroy qui leur consacre un chapitre de son roman Tout en rose !  «il y avait surtout de certains œufs à la Polignac [ ] en dégustant cette fine cuisine et ces merveilleux œufs à la Polignac, il s'était dit que le bonheur était peut-être là, plutôt qu'avec Nandette de Gréve belle femme sans doute, ayant toutes sortes de qualités, voluptueuse, mais n'offrant aucune quiétude pour l'avenir».
Escoffier (1903)  reprend Alfred Suzanne pour les œufs Polignac servis chauds (recette adoptée par J-F Piège 2023), il introduit la possibilité de les servir froids en Belle-vue avec de la gelée blanche et de la mayonnaise, il les nomme œufs Polignac à la gelée (1934).

### Variantes
A. Bautte en 1906 propose une superposition différente (pain, farce, œufs moulés, sauce aux truffes): «dresser sur des croutons de la farce de volaille ou d'autre viande, y poser les œufs moulés, napper d'une sauce Périgueux».
L'Ouest-Éclair (1922) donne une version non classique toujours avec des œufs cuits dans un moule mais sans croutons et couverts d'une béchamel à la tomate et au fromage (recette des lectrices). En 1930, Femme de France en fait des œufs pochés sur du jambon avec une sauce tomate. On trouve d'autres simplifications de la sauce en une simple demi-glace.
Alain Ducasse sert ses œufs Polignac avec des asperges et les fait avec du jus de truffe.